# Aristide Baragiola
Aristide Baragiola (Chiavenna, 19 ottobre 1847 – Zurigo, 8 gennaio 1920) è stato un linguista italiano.
Aristide Baragiola nacque a Chiavenna il 19 ottobre 1847 da Giuseppe e Angela Noseda, insegnanti originari di Como.
A causa delle dichiarate simpatie liberali nel 1852 Giuseppe fu costretto a trasferirsi, con la famiglia, prima a Mendrisio (Svizzera) e poi a Como dove aprì una scuola privata di materie ginnasiali, poi divenuta scuola ginnasiale, tecnica ed elementare. 
A partire dal 1866 Aristide Baragiola assunse la carica di vicedirettore dell'istituto, occupandosi anche dell'insegnamento nei corsi tecnici e commerciali, mentre il fratello Emilio seguiva quelli ginnasiali.
Fra il 1872 e il 1873 si dedicò all'insegnamento di lingua, letteratura italiana, storia e geografia nella scuola media di Grenchen (Svizzera). In seguito si trasferì a Strasburgo dove si laureò in filosofia con una tesi su Leopardi (1876).
Nel 1878, insieme al padre e ai fratelli, aprì un Istituto internazionale a Riva San Vitale (Canton Ticino). L'anno successivo sposò Augusta Breidenstein, figlia del direttore della scuola media di Grenchen, da cui ebbe due figli, Guglielmo Italo ed Elsa Nerina.
Nel 1883 fondò a Strasburgo una scuola di perfezionamento di francese e tedesco, e l'anno dopo la rivista "Il crocchio italiano".
A partire dal 1889 iniziò a collaborare con l'Università degli Studi di Padova, di cui divenne professore ordinario di Lingua e letteratura tedesca nell'anno 1917 - 1918, distinguendosi negli studi sui rapporti fra cultura italiana e cultura tedesca.
Aristide Baragiola morì a Zurigo l'8 gennaio 1928.

## Opere
- 1908 "La casa villereccia delle colonie tedesche veneto - tridentine", Istituto italiano d'arti grafiche, Bergamo.
- 1914 "Folklore di Val Formazza", Ermanno Loescher & C, Roma.
- 1915 "La casa villereccia delle colonie tedesche del gruppo carnico. Sappada, Sauris e Timau", Tipografia Tettamanti, Chiasso.